# 距離化定理
位相幾何学および関連する数学の分野において、距離化可能空間（きょりかかのうくうかん、英: metrizable space）とは、距離空間と位相同型な位相空間のことを言う。すなわち、ある位相空間 {\displaystyle (X,\tau )} が距離化可能であるとは、ある距離
{\displaystyle d\colon X\times X\to [0,\infty )}
で、それによって導かれる位相が {\displaystyle \tau } であるようなものが存在することを言う。距離化定理（きょりかていり、英: metrization theorem）とは、位相空間が距離化可能であるための十分条件を与える定理のことを言う。

## 性質
距離化可能空間は、距離空間のすべての位相的性質を引き継いでいる。例えば、それらはハウスドルフパラコンパクト（したがって正規かつチコノフ）かつ第一可算的である。しかし、完備性のようないくつかの距離の性質は引き継がれない。このことはまた距離と関連する他のいくつかの構造に対しても真となる。例えば、距離化可能な一様空間は、位相同型となるような距離空間よりも、縮小写像の異なる集合を持つ場合がある。

## 様々な距離化定理
距離化定理として初めて広く認識されたものは、ウリゾーンの距離化定理（Urysohn's metrization theorem）である。この定理では、第二可算的なすべてのハウスドルフ正則空間は距離化可能であると述べられている。したがって例えば、すべての第二可算的な多様体は、距離化可能となる（歴史的観点からの注意：ここで紹介されている形の定理は、実際は 1926 年にチコノフによって初めて示されたものである。ウリゾーンが示した事実は、すべての第二可算的かつ「正規」なハウスドルフ空間が距離化可能である、というものであり、これは彼の死後の 1925 年に出版された論文で示されている。）。この定理の逆は必ずしも成立しない。すなわち、例えば離散距離を備える非可算集合など、第二可算的ではない距離空間が存在する。以下で紹介する長田＝スミルノフの距離化定理では、そのような逆が成立するような、より特別な場合が考えられている。
ウリゾーンの定理に従う簡単な系として、いくつかの他の距離化定理が知られている。例えば、コンパクトなハウスドルフ空間が距離化可能であるための必要十分条件は、それが第二可算的であることである。
ウリゾーンの定理は次のように言い換えることも出来る：ある位相空間が可分かつ距離可能であるための必要十分条件は、それが正則、ハウスドルフかつ第二可算的であることである。長田＝スミルノフの距離化定理はこの内容を、非可分であるような場合に対しても拡張するものである。その定理によると、位相空間が距離化可能であるための必要十分条件は、それが正則かつハウスドルフであり、σ-局所有界な底空間を持つことである。ここで σ-局所有界な底空間とは、可算個の多くの開集合の局所有界族である。これに密接に関連する定理として、ビングの距離化定理がある。
可分な距離空間はまた、ヒルベルトの立方体 {\displaystyle \lbrack 0,1\rbrack ^{\mathbb {N} }}、すなわち（実数からの自然な部分空間位相を伴う）単位区間のそれ自身との可算無限回の積で、直積位相を伴うような空間の部分空間と位相同型であるようなものとして特徴付けられる。
ある空間が局所距離化可能（locally metrizable）であるとは、そのすべての点に対して距離化可能な近傍が存在することを言う。スミルノフは、局所距離化可能な空間が距離化可能であるための必要十分条件は、それがハウスドルフかつパラコンパクトであることを証明した。特に、ある多様体が距離化可能であるための必要十分条件は、それがパラコンパクトであることである。

## 例
強作用素位相を備える可分ヒルベルト空間 {\displaystyle {\mathcal {H}}} 上のユニタリ作用素の群 {\displaystyle \mathbb {U} ({\mathcal {H}})} は、距離化可能である（参考文献  の Proposition II.1 を参照されたい）。

## 距離化不可能空間の例
非正規空間は距離化可能とはならない。重要な例として、次が挙げられる。
- 代数幾何学で用いられる、ある代数多様体あるいは環のスペクトル上のザリスキ位相。
- 実数直線 R からそれ自身へのすべての函数からなるような、各点収束位相を備える位相ベクトル空間。

下極限位相を伴う実数直線は、距離化可能ではない。通常の距離函数は、この空間の上の計量とはならない。なぜならば、それが定める位相は通常の位相で、下極限位相ではないからである。この空間はハウスドルフ、パラコンパクトかつ第一可算的である。
長い直線は局所距離化可能であるが、距離化可能ではない。これはすなわち、そのような直線がある意味で「長すぎる」ということに起因する。